# Epsilon Eridani b
Epsilon Eridani b, de asemenea cunoscută sub numele de AEgir, este o exoplanetă situată la aproximativ 10,5 ani-lumină depărtare, care orbitează steaua Epsilon Eridani, în constelația Eridanul. Planeta a fost descoperită în 2000 și deocamdată (2021) rămâne singura planetă confirmată din sistemul său planetar. 
Planeta se află pe o orbită eliptică care o poartă la fel de aproape de steaua ei pe cât este Pământul de Soare și la fel de departe de stea pe cât este Jupiter de Soare. Este o planetă tânără de doar 800 de milioane de ani.
Este cea mai apropiată exoplanetă de Sistemul Solar.